# Prezydenci Kosowa
Chronologiczna lista głów państwa Kosowa

## Socjalistyczna Prowincja Autonomiczna Kosowo(1944–1990)
| Osoba                                                 | Osoba                             | Osoba   | Kadencja        | Kadencja         | Partia polityczna                                                         |
| #                                                     | Imię i nazwisko                   | Portret | Od              | Do               | Partia polityczna                                                         |
| ----------------------------------------------------- | --------------------------------- | ------- | --------------- | ---------------- | ------------------------------------------------------------------------- |
| Przewodniczący Ludowego Komitetu Wyzwolenia 1944–1945 |                                   |         |                 |                  |                                                                           |
| 1                                                     | Mehmed Hoxha (1908–1987)          |         | 1 stycznia 1944 | 11 lipca 1945    | Komunistyczna Partia Kosowa                                               |
| Przewodniczący Zgromadzenia 1945–1974                 |                                   |         |                 |                  |                                                                           |
| 1                                                     | Fadil Hoxha (1916–2001)           |         | 11 lipca 1945   | 20 lutego 1953   | Komunistyczna Partia Kosowa (do 1952) Związek Komunistów Kosowa (od 1952) |
| 2                                                     | Ismet Saqiri (1918–1986)          |         | 20 lutego 1953  | 12 grudnia 1953  | Komunistyczna Partia Kosowa (do 1952) Związek Komunistów Kosowa (od 1952) |
| 3                                                     | Đorđije Pajković (1917–1980)      |         | 12 grudnia 1953 | 5 maja 1956      | Komunistyczna Partia Kosowa (do 1952) Związek Komunistów Kosowa (od 1952) |
| 4                                                     | Pavle Jovićević (1910–1985)       |         | 5 maja 1956     | 4 kwietnia 1960  | Komunistyczna Partia Kosowa (do 1952) Związek Komunistów Kosowa (od 1952) |
| 5                                                     | Dušan Mugoša (1914–1973)          |         | 4 kwietnia 1960 | 18 czerwca 1963  | Komunistyczna Partia Kosowa (do 1952) Związek Komunistów Kosowa (od 1952) |
| 6                                                     | Stanoje Akšić (1921–1970)         |         | 18 czerwca 1963 | 24 czerwca 1967  | Komunistyczna Partia Kosowa (do 1952) Związek Komunistów Kosowa (od 1952) |
| (1)                                                   | Fadil Hoxha (1916–2001)           |         | 24 czerwca 1967 | 7 maja 1969      | Komunistyczna Partia Kosowa (do 1952) Związek Komunistów Kosowa (od 1952) |
| 7                                                     | Ilaz Kurteshi (1927– )            |         | 7 maja 1969     | maj 1974         | Komunistyczna Partia Kosowa (do 1952) Związek Komunistów Kosowa (od 1952) |
| Przewodniczący Prezydium Zgromadzenia 1974–1990       |                                   |         |                 |                  |                                                                           |
| 1                                                     | Xhavid Nimani (1919–2000)         |         | maj 1974        | sierpień 1981    | Związek Komunistów Kosowa                                                 |
| 2                                                     | Ali Shukriu (1919–2005)           |         | sierpień 1981   | 1982             | Związek Komunistów Kosowa                                                 |
| 3                                                     | Kolë Shiroka (1922–1994)          |         | 1982            | maj 1983         | Związek Komunistów Kosowa                                                 |
| 4                                                     | Shefqet Nebih Gashi (1927– )      |         | maj 1983        | maj 1985         | Związek Komunistów Kosowa                                                 |
| 5                                                     | Branislav Skembarević (1920–2003) |         | maj 1985        | maj 1986         | Związek Komunistów Kosowa                                                 |
| 6                                                     | Bajram Selani                     |         | maj 1986        | maj 1988         | Związek Komunistów Kosowa                                                 |
| 7                                                     | Remzi Kolgeci (1947–2011)         |         | maj 1988        | 5 kwietnia 1989  | Związek Komunistów Kosowa                                                 |
| 8                                                     | Hysen Kajdomçaj                   |         | 27 czerwca 1989 | 11 kwietnia 1990 | Związek Komunistów Kosowa                                                 |

### Przewodniczący Komunistycznej Partii Kosowa (od 1952 Związku Komunistów Kosowa)
| Osoba | Osoba                        | Kadencja          | Kadencja             |
| #     | Imię i nazwisko              | Od                | Do                   |
| ----- | ---------------------------- | ----------------- | -------------------- |
| 1     | Miladin Popović (1910–1945)  | wrzesień 1944     | marzec 1945          |
| 2     | Đorđije Pajković (1917–1980) | marzec 1945       | luty 1956            |
| 3     | Dušan Mugoša (1914–1973)     | luty 1956         | 1965                 |
| 4     | Velli Deva (1923–)           | 1965              | 28 czerwca 1971      |
| 5     | Mahmut Bakalli (1936–2006)   | 28 czerwca 1971   | 6 maja 1981          |
| (4)   | Velli Deva (1923–)           | 6 maja 1981       | czerwiec 1982        |
| 6     | Sinan Hasani (1922–2010)     | czerwiec 1982     | maj 1983             |
| 7     | Ilaz Kurteshi (1927–)        | maj 1983          | maj 1984             |
| 8     | Svetislav Dolašević          | maj 1984          | maj 1985             |
| 9     | Kolë Shiroka (1922–1994)     | maj 1985          | maj 1986             |
| 10    | Azem Vllasi (1948–)          | maj 1986          | 1988                 |
| 11    | Kaqusha Jashari (1946–)      | maj 1988          | 17 listopada 1988    |
| 12    | Remzi Kolgeci (1947–2011 )   | 17 listopada 1988 | 27 stycznia 1989     |
| 13    | Rahman Morina (1943–1990)    | 27 stycznia 1989  | 12 października 1990 |

## Republika Kosowa(nieuznawana, 1990–2000)
| Osoba                                 | Osoba                      | Osoba   | Kadencja        | Kadencja      | Partia polityczna |
| #                                     | Imię i nazwisko            | Portret | Od              | Do            | Partia polityczna |
| ------------------------------------- | -------------------------- | ------- | --------------- | ------------- | ----------------- |
| Przewodniczący Zgromadzenia 1990–1992 |                            |         |                 |               |                   |
| 1                                     | Ilaz Ahmet Ramajli (1951–) |         | 7 września 1990 | 25 maja 1992  | LDK               |
| Prezydent 1992–2000                   |                            |         |                 |               |                   |
| 1                                     | Ibrahim Rugova (1944–2006) |         | 25 maja 1992    | 1 lutego 2000 | LDK               |

## Prowincja Autonomiczna Kosowo i Metochia(pod administracjąUNMIK, 2001–2008)
| Osoba               | Osoba                             | Osoba   | Kadencja         | Kadencja                                    | Partia polityczna |
| #                   | Imię i nazwisko                   | Portret | Od               | Do                                          | Partia polityczna |
| ------------------- | --------------------------------- | ------- | ---------------- | ------------------------------------------- | ----------------- |
| Prezydent 2002–2008 |                                   |         |                  |                                             |                   |
| —                   | Nexhat Daci (tymczasowo) (1944– ) |         | 10 grudnia 2001  | 4 marca 2002                                | LDK               |
| 1                   | Ibrahim Rugova (1944–2006)        |         | 4 marca 2002     | 21 stycznia 2006 (zmarł w trakcie kadencji) | LDK               |
| —                   | Nexhat Daci (tymczasowo) (1944– ) |         | 21 stycznia 2006 | 10 lutego 2006                              | LDK               |
| 2                   | Fatmir Sejdiu (1951– )            |         | 10 lutego 2006   | 17 lutego 2008                              | LDK               |

## Republika Kosowa(częściowo uznawana, 2008– )
| Osoba           | Osoba                                | Osoba   | Kadencja         | Kadencja         | Partia polityczna |
| #               | Imię i nazwisko                      | Portret | Od               | Do               | Partia polityczna |
| --------------- | ------------------------------------ | ------- | ---------------- | ---------------- | ----------------- |
| Prezydent 2008- |                                      |         |                  |                  |                   |
| 1               | Fatmir Sejdiu (1951– )               |         | 17 lutego 2008   | 27 września 2010 | LDK               |
| —               | Jakup Krasniqi (tymczasowo) (1951– ) |         | 27 września 2010 | 22 lutego 2011   | PDK               |
| 2               | Behgjet Pacolli (1951– )             |         | 22 lutego 2011   | 4 kwietnia 2011  | AKR               |
| —               | Jakup Krasniqi (tymczasowo) (1951– ) |         | 4 kwietnia 2011  | 7 kwietnia 2011  | PDK               |
| 3               | Atifete Jahjaga (1975– )             |         | 7 kwietnia 2011  | 7 kwietnia 2016  | bezpartyjna       |
| 4               | Hashim Thaçi (1968-)                 |         | 7 kwietnia 2016  | 5 listopada 2020 | bezpartyjny       |
| —               | Vjosa Osmani (tymczasowo) (1982– )   |         | 5 listopada 2020 | 22 marca 2021    | PDK               |
| —               | Glauk Konjufca (tymczasowo) (1981– ) |         | 22 marca 2021    | 5 kwietnia 2021  | PDK               |
| 5               | Vjosa Osmani (1982-)                 |         | 5 kwietnia 2021  |                  | PDK               |